# 70-es busz (Keszthely)
A keszthelyi 70-es jelzésű autóbusz az Autóbusz-állomás és a Hévízi elágazó megállóhelyek között közlekedik. A vonalat a Volánbusz üzemelteti.

## Közlekedése
Minden nap közlekedik, a csúcsidőszakban sűrűbben. A vonalon kizárólag H jellel megjelölt regionális és országos autóbuszjáratok közlekednek.

## Útvonala
| Hévízi elágazó felé | Autóbusz-állomás felé |
| --- | --- |
| Autóbusz-állomás – Mártírok útja – Kossuth Lajos utca – Szent Miklós utca – Bercsényi Miklós utca – Pál utca – Hévízi út – Hévízi elágazó | Hévízi elágazó – Hévízi út – Pál utca – Bercsényi Miklós utca – Vaszary Kolos utca – Deák Ferenc utca – Sörház utca – Kossuth Lajos utca – Mártírok útja – Autóbusz-állomás |

## Megállóhelyei
| 0  | Autóbusz-állomás     | 17 | 1, 2, 3, 5, C5 | Keszthely Autóbusz-állomás, Városi strand, Városi sporttelep, Helikon park                                  |
| ∫  | Csók István utca     | 16 | 1, 2, 3, 5     | |
| 2  | Szent Miklós utca 6. | ∫  | 2, 3, C5       | |
| ∫  | Sörház utca          | 15 | 1, 2, 3, 5     | Földhivatal, Fő tér, Várkert, Magyarok Nagyasszonya-templom, Keszthelyi Televízió                           |
| 5  | Bercsényi utca       | 13 | 1, 3, 5, C5    | SPAR, Rendőrség, Pannon Egyetem Georgikon Kar, Tűzoltóság                                                   |
| 7  | Bástya utca          | 9  | 1, 2, 5, C5    | Festetics Kastély, Helikon Kastélymúzeum, Kastélypark, Történelmi modellvasút kiállítás és Vadászati Múzeum |
| 8  | Hévízi út            | 7  |                | |
| 9  | ZÖLDÉRT              | ∫  |                | Új köztemető                                                                                                |
| 10 | Vadaskert csárda     | 5  |                | |
| 11 | Kertváros            | 2  |                | |
| 12 | Hévízi elágazó       | 0  |                | |